# Aven romale
Aven romale – utwór czeskiego zespołu muzycznego Gipsy.cz napisany przez jego lidera i wokalistę, Radosława „Gipsy” Bangę, wydany jako singiel w 2009 oraz umieszczony na piątej płycie studyjnej grupy o tym samym tytule z 2009 roku.
W 2009 roku utwór został ogłoszony jedną z dwóch propozycji (obok piosenki „Do You Wanna”) dla zespołu Gipsy.cz, który został wybrany wewnętrznie przez krajowego nadawcę publicznego na reprezentanta Czech w 54. Konkursie Piosenki Eurowizji. Teledysk do piosenki został zaprezentowany premierowo 28 lutego roku w programie Noc s Andelem prowadzonym przez Pavla Andela. 15 marca ogłoszono, że utwór zdobył największe poparcie telewidzów w głosowaniu SMS-owym przeprowadzonym w dniach 1-14 marca, dzięki czemu został wybrany na konkursową propozycję dla reprezentantów.
12 maja utwór został zaprezentowany przez zespół jako drugi w kolejności w pierwszym koncercie półfinałowym. Nie zdobył w nim żadnego punktu i zajął ostatnie, dziewiętnaste miejsce w ogólnym rankingu, przez co nie zakwalifikował się do rundy finałowej. Piosenka uzyskała tym samym najgorszy wynik w historii udziałów kraju w konkursie.

## Lista utworów
CD single
1. „Aven romale” – 2:44
2. „Do You Wanna” – 2:50